# Jean Marsh
Pour les articles homonymes, voir Marsh.
Jean Marsh, née le 1er juillet 1934 à Stoke Newington (Londres) et morte le 13 avril 2025 dans la même ville, est une actrice britannique.
Elle est surtout connue pour son rôle de Rose dans la série Maîtres et Valets, pour laquelle elle remporte un Emmy Awards de la meilleure actrice principale dans une série limitée en 1976, qu'elle a co-créée.

## Biographie
Jean Lyndsey Torren Marsh est née le 1er juillet 1934 à Stoke Newington (Londres). Elle est la cadette des deux filles d'Henry Marsh, assistant imprimeur et agent d'entretien, et d'Emmeline Bexley, qui a travaillé comme femme de ménage à l'adolescence avant de devenir barmaid, puis habilleuse de théâtre. À l'âge de sept ans, elle s'est inscrite à des cours de danse classique. Elle a fait ses débuts dans le West End dans « The Land Of The Christmas Stockings » au Duke of York's Theatre à seulement 12 ans.

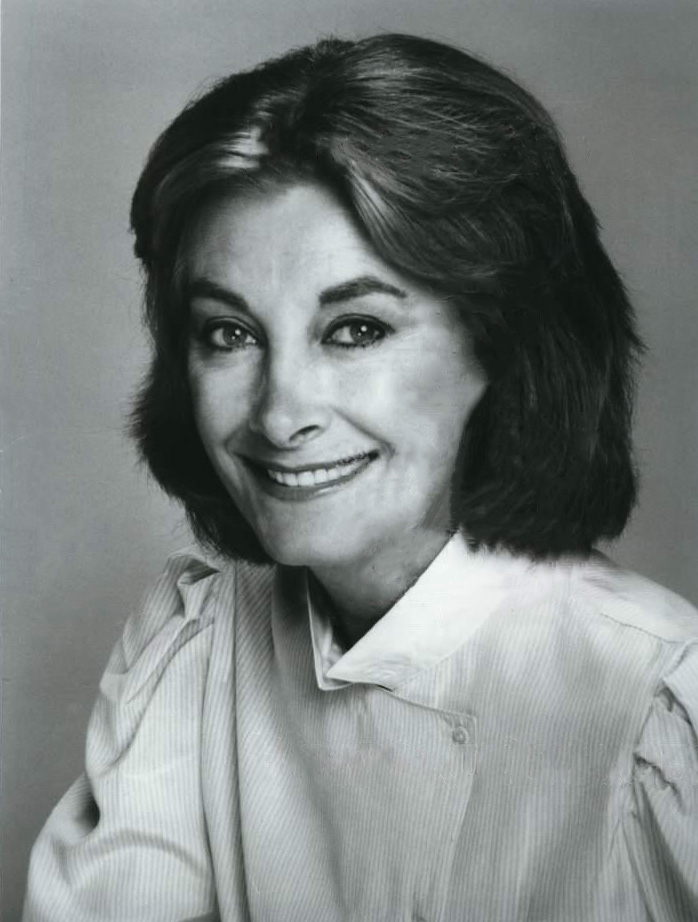
Jean Marsh en tant que Roz Keith dans Comment se débarrasser de son patron, 1982.

Elle commence sa carrière d'actrice en 1952. Elle fait des apparitions dans de nombreuses séries télévisées, notamment dans Doctor Who en 1965-1966, puis 1989 où elle interprète les deux fois un rôle récurrent. En 1975, elle remporte l'Emmy de la meilleure actrice dans une série dramatique pour son rôle dans la série Maîtres et Valets, série dont elle est également la cocréatrice. Jean Marsh est également nommée pour le Golden Globe de la meilleure actrice dans une série télévisée dramatique en 1975 et 1977, toujours pour le même rôle. Dans les années 1980, elle joue des rôles de méchantes dans Oz, un monde extraordinaire et Willow. Maîtres et Valets est relancé en 2010 et elle y reprend son rôle, étant à nouveau nommée en 2011 pour l'Emmy de la meilleure actrice dans une série dramatique.
Jean Marsh a épousé l'acteur britannique Jon Pertwee en 1955 et ils ont divorcé en 1960.
En 2012, elle a été nommée Officier de l'Empire britannique (OBE) pour services rendus au théâtre.
Jean Marsh meurt le 13 avril 2025 à Londres, en Angleterre, des suites de problèmes causés par la démence à l'âge de 90 ans.

## Filmographie sélective
- 1953 : The Limping Man de Cy Endfield
- 1959 : La Quatrième Dimension (saison 1, épisode 7) : Alicia
- 1959 : The Moon and Sixpence de Robert Mulligan (téléfilm) : Ata
- 1961 : Destination Danger (saison 1, épisode 19) : Kim Russell
- 1961 : The Horsemasters (téléfilm)
- 1963 : Cléopâtre : Octavia
- 1964 à 1968 : Le Saint (4 épisodes) : plusieurs rôles
- 1965 : Doctor Who : épisode « The Crusade » : Jeanne d'Angleterre
- 1965-1966 : Doctor Who sérial « The Daleks' Master Plan » (11 épisodes) : Sara Kingdom
- 1966-1967 : The Informer (17 épisodes) : Sylvia Parrish
- 1967 : Les Espions (saison 2, épisode 20) : Catherine Faulkner
- 1970 : UFO, alerte dans l'espace (épisode 2 : Le projet Foster)
- 1971 à 1975 : Maîtres et Valets (54 épisodes) : Rose Buck
- 1972 : Amicalement vôtre (épisode 17) : Nicola
- 1972 : Frenzy : Monica Barling
- 1974 : Le Manoir des fantasmes : Victoria
- 1976 : L'aigle s'est envolé : Joanna Grey
- 1977 : La Famille des collines (saison 5, épisode 23) : Hilary von Kleist
- 1978 : Hawaï police d'État (saison 11, épisode 11) : Sœur Harmony
- 1980 : L'Enfant du diable : Joanna Russell
- 1982-1983 : Comment se débarrasser de son patron (26 épisodes) : Roz Keith
- 1983 : La croisière s'amuse (saison 7, épisodes 7 et 8) : Celia Hoffman
- 1985 : Oz, un monde extraordinaire : Nurse Wilson / Mombi
- 1988 : Willow : Bavmorda
- 1989 : Doctor Who : épisode « Battlefield » : Morgaine
- 1993 : Arabesque (saison 10, épisode 10) : Glenda Highsmith
- 1994 : Le Crépuscule des aigles : Anna von Hagen
- 1999 : Kavanagh (saison 5, épisode 4) : Lady Tibbit
- 2008 : Raison et Sentiments : Mrs. Ferrars
- 2010-2012 : Maîtres et Valets (5 épisodes) : Rose Buck
- 2022 : Willow : Bavmorda (images d'archive)